# زهکشی زیستی
زهکشی زیستی عبارتست از زهکشی اراضی به کمک گیاهان مقاوم به شوری. در این روش، گیاهانی که به شدت به شوری مقاومند در مجاورت نوارهای زراعی کشت می‌شوند. این گیاهان به سبب تعرق، پتانسیل کمتری را در نیمرخ خاک منطقه ریشه خود و زیر آن به وجود می‌آورند و از این رو، زهاب زیرزمینی که پتانسیل بیشتری دارد به سمت نوار مذکور حرکت می‌کند و سطح آب در منطقه زراعی پایین می‌افتد.
در مطالعات زهکشی زیستی باید موضوعات زیر مورد بررسی قرار گیرند:
- تعادل آب؛
- تعادل نمک؛
- سطح زمین‌هایی که باید به درخت‌کاری اختصاص یابد؛
- آب مورد نیاز درخت‌کاری (فقط آب زهکشی یا آب آبیاری؟)؛
- کیفیت آب زیرزمینی؛ و
- دامنة تأثیر درخت‌کاری بر بهبود وضعیت کیفیت اراضی زراعی.

همان‌طور که گفته شد، درختان مقاوم به شوری در زهکشی زیستی مورد استفاده قرار می‌گیرند. از میان این گیاهان می‌توان گونه‌های زیر را نام برد:
- گز
- آکاسیا
- اکالیپتوس
- سایر انواع اکالیپتوس

برخی عقیده دارند که در صورت عدم برداشت شاخ و برگ گیاهانی مثل گز از روی زمین، در اثر ریزش برگ، نمک‌ها دوباره به زمین برمی‌گردند.

## جُستارهای وابسته
- آبیاری
- منابع آب
- مدیریت آب
- زهکشی
- زهکش روباز
- زهکشی زیرزمینی
- زهکشی خشک
- زهکشی کنترل‌شده